# Place Royale (Nantes)
La Place Royale es una plaza de la ciudad de Nantes, Francia. Ubicada en el centro de Nantes, fue diseñada en 1786 por el arquitecto de Nantes Mathurin Crucy.  Dispuesto en 1790 tras la destrucción de las murallas medievales, constituye el elemento central de un conjunto homogéneo de edificaciones que responden a la arquitectura clásica construida para la ocasión.  
A pesar de su nombre, la plaza nunca ha albergado una estatua de un monarca, como otras plazas reales de Francia, pero tiene un valor simbólico en la ciudad y es un punto popular de tertulias artísticas, festivas o políticas. Posee una fuente monumental inaugurada en 1865. Dedicada desde sus inicios al comercio, ha albergado marcas que han marcado recuerdos, y conserva en el siglo XXI siglo su vocación comercial. El sitio, muy dañado durante la Segunda Guerra Mundial, fue restaurado casi idénticamente entre 1945 y 1961.
Con el tiempo, se convirtió en una rotonda dedicada al tráfico de automóviles, la explanada se benefició, entre 2007 y 2011, de una renovación que lo ha incluido desde entonces en la zona peatonal del centro de la ciudad. 

## Arquitectura

### La plaza
Mathurin Crucy, también diseñador de la Place Graslin, lo conecta con Place Royale a través de rue Crébillon.
La Place Royale respeta los principios de la arquitectura clásica: simetría de las fachadas, rigor de laplanta, apertura de perspectivas. Su forma está formada por la combinación de un rectángulo (al este) y una parte semiesférica (al oeste), lo que le confiere una forma conocida como “espejo de baño”. La orientación de la plaza es en un eje este-oeste, ligeramente desplazada a suroeste-noreste. Una fuente, símbolo de la ciudad, se alza en el centro de la parte rectangular.
La plaza, totalmente pavimentada con bloques de granito, está servida por nueve calles (los planos originales tenían diez, luego ocho): las calles Crébillon, de la Fosse, de Gorges, La Pérouse, d'Orléans, du Commandant -Boulay, l'Arche-Sèche, Saint-Julien y Vieilles-Douves. Está ubicado en uno de los puntos más bajos de la ciudad.

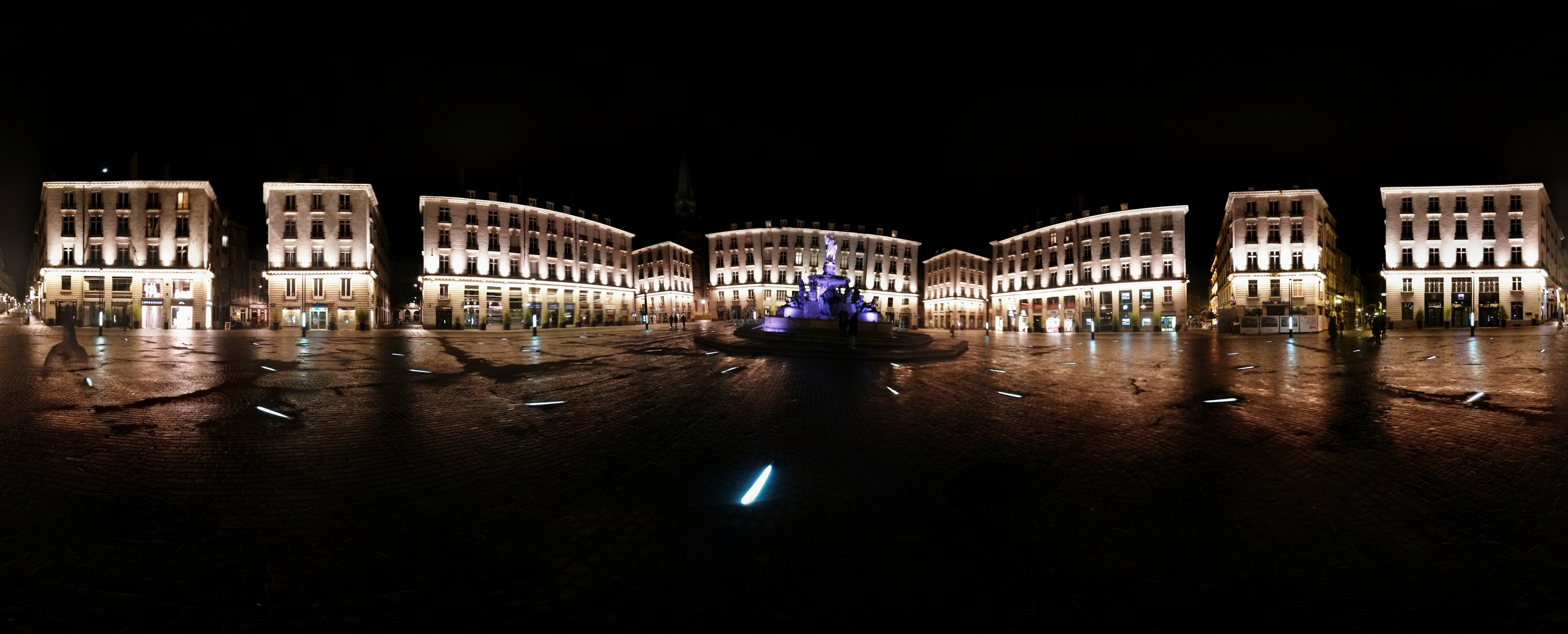
Vista panorámica desde el oeste, en rue Crébillon

### La fuente

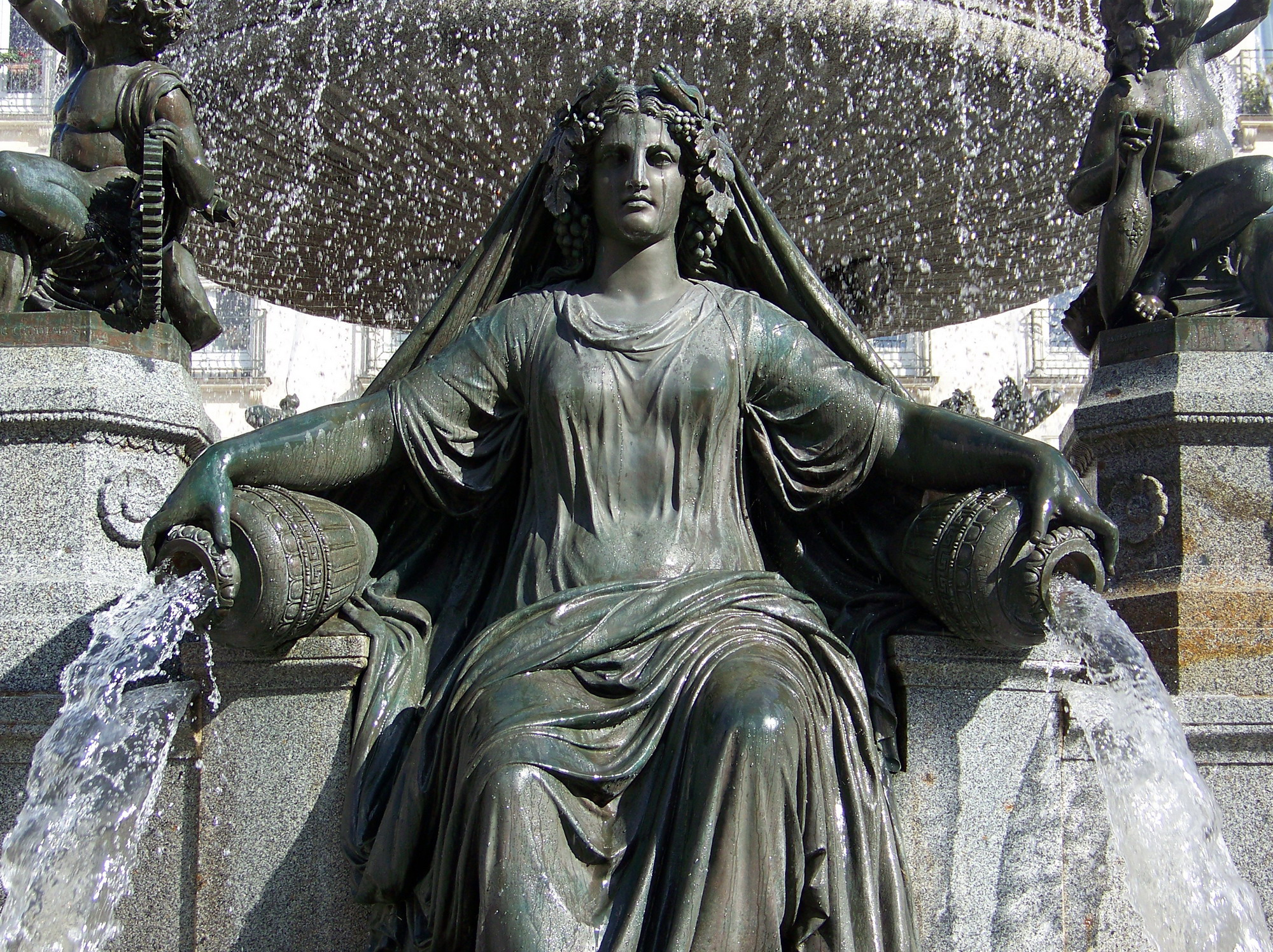
La estatua central del Loira.

Inaugurada en 1865, la fuente monumental obra del arquitecto topógrafo de la ciudad Henri-Théodore Driollet, simboliza la vocación fluvial y marítima de Nantes. Su estructura piramidal está formada por tres cuencas de granito superpuestas, la que está a ras de suelo formando un cuadrado.
La ciudad está representada por una estatua de mármol blanco (todas las demás son de bronce) con los rasgos de una mujer coronada, sosteniendo un tridente: es una figura de la mitología griega, Anfitrite, diosa del mar y esposa de Poseidón sosteniendo en sus manos el tridente de Neptuno. Se encuentra frente a la rue Crébillon, encaramado sobre un pedestal sobre un lavabo circular que domina el nivel inferior. Vigila una serie de estatuas alegóricas.
El Loira está representado por una mujer, sentada en la misma dirección que la estatua de Nantes, y que vierte agua de dos ánforas. Sus afluentes están simbolizados por dos estatuas de mujeres y dos estatuas de hombres, medio alargadas y vertiendo agua a través de un ánfora: Erdre, Sèvre, Cher y Loiret. Otras estatuas simbolizan a los ocho genios de la industria y el comercio: soplando agua a través de conchas y posados sobre delfines escupiendo agua por la nariz, recuerdan el papel principal del puerto en la economía de la ciudad.
Las estatuas son obra de los escultores Daniel Ducommun du Locle (para la ciudad y los ríos) y Guillaume Grootaërs (para los genios), así como del fundador de Nantes Jean-Simon Voruz, creador de la escalera de paso Pommeraye.

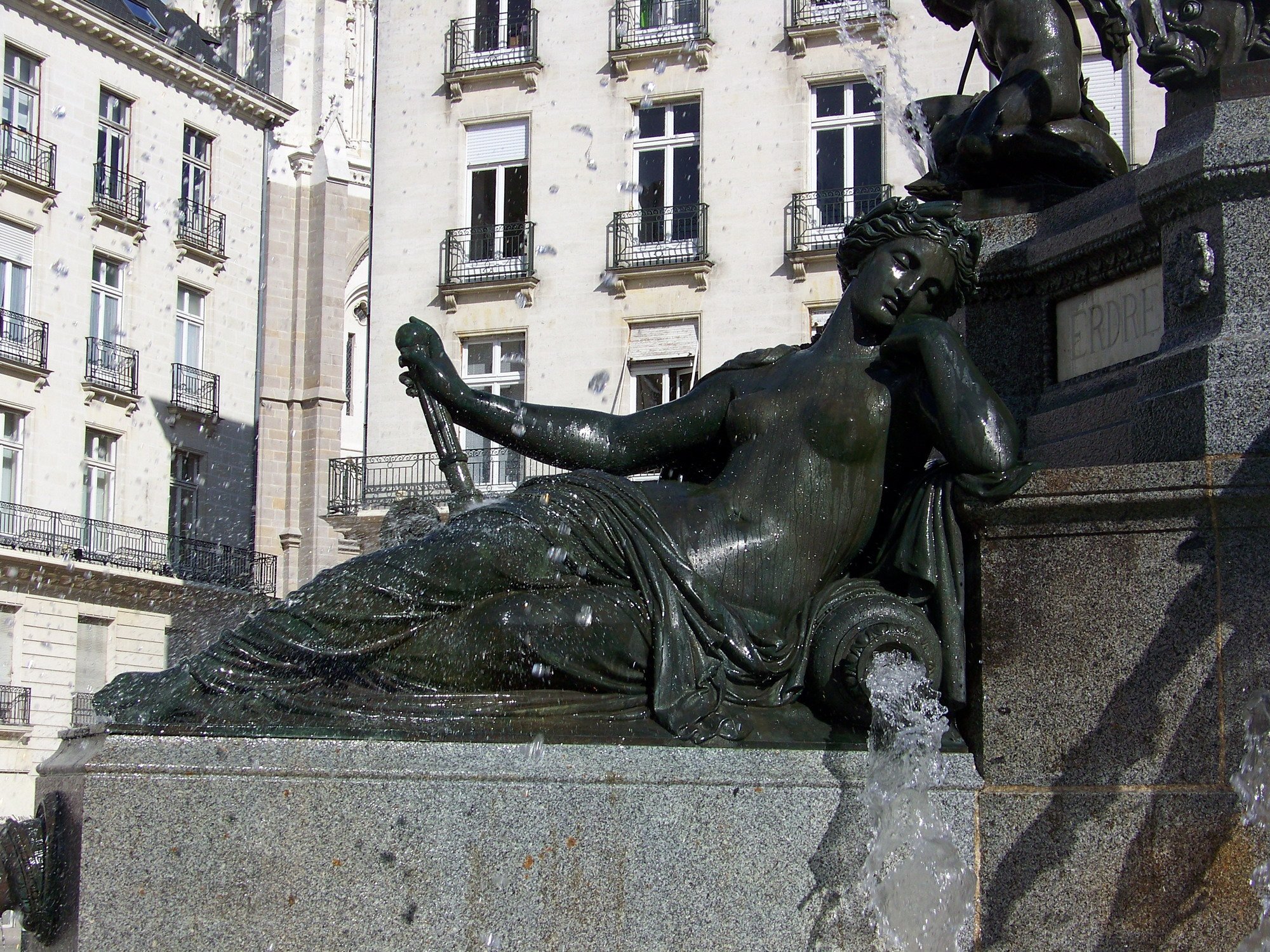
L'Erdre
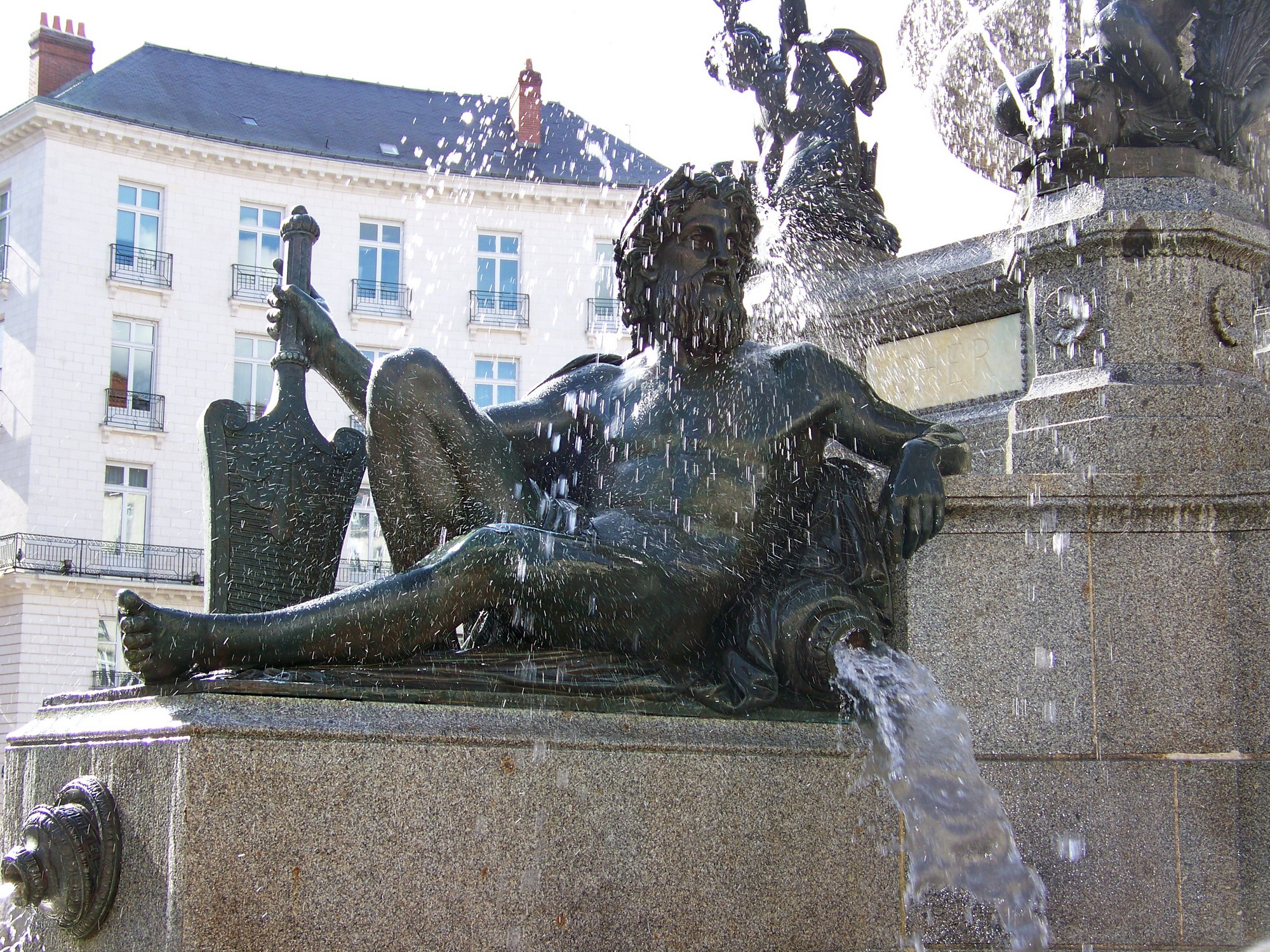
Le Cher
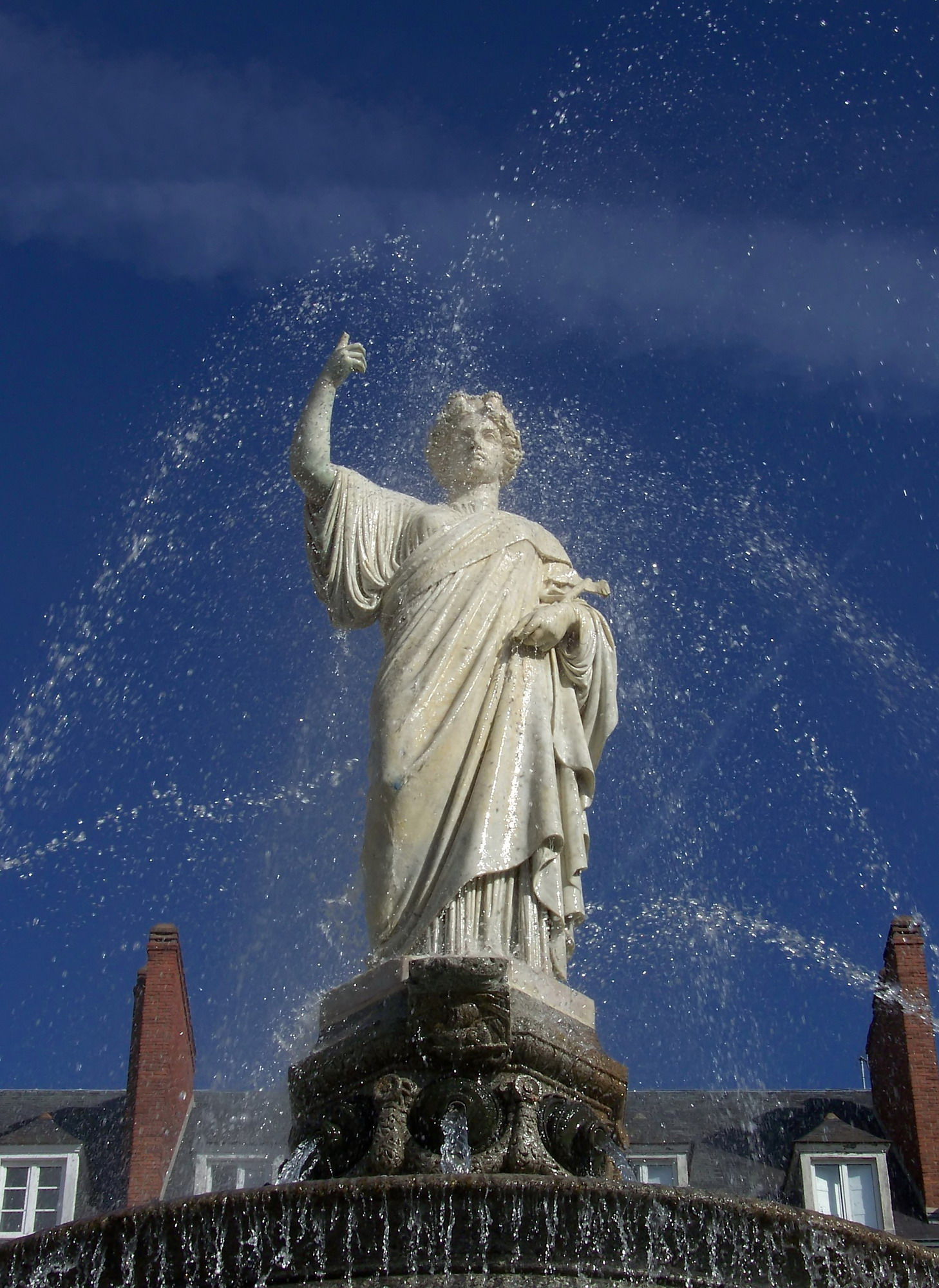
Nantes
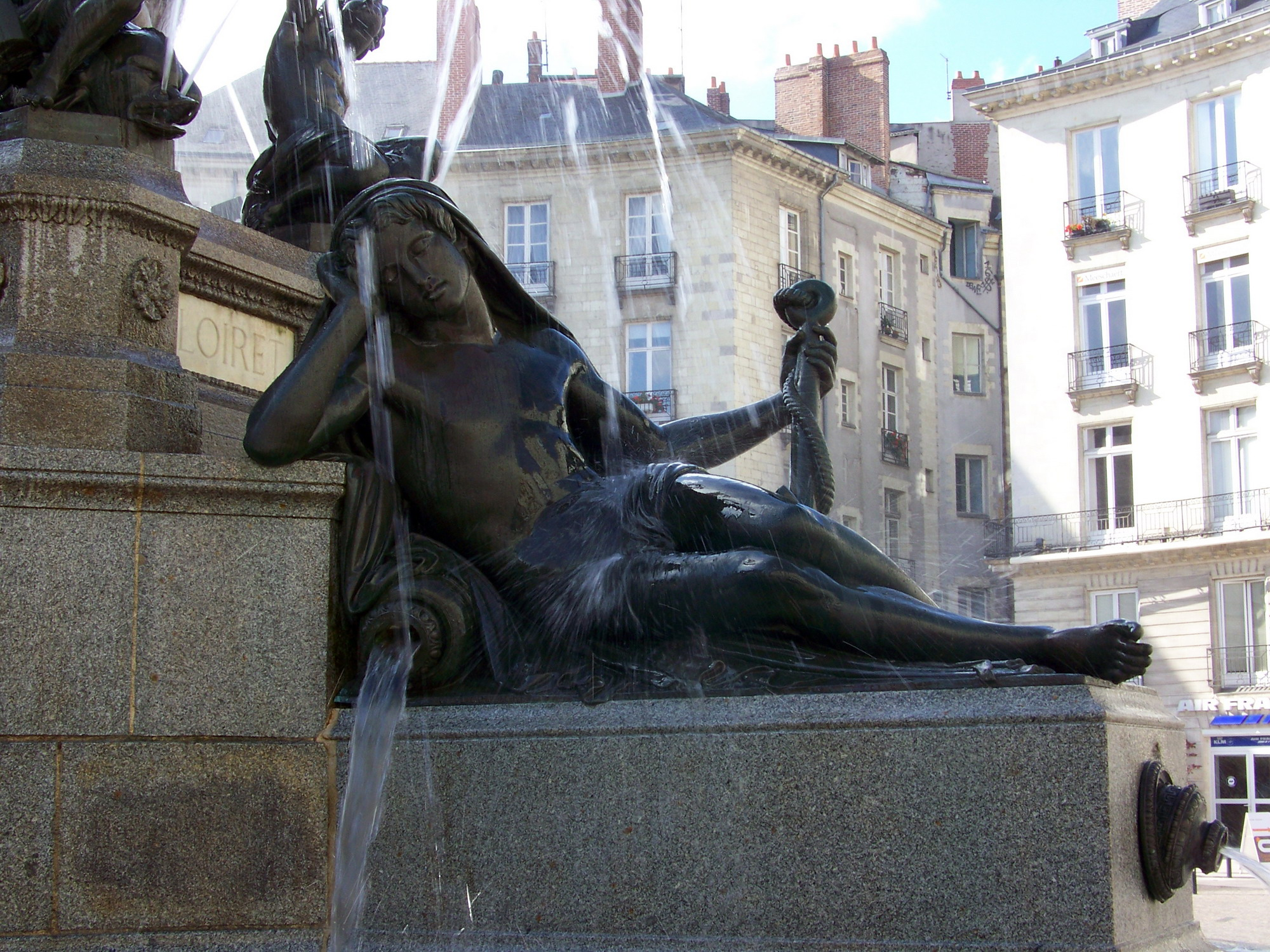
Le Loiret
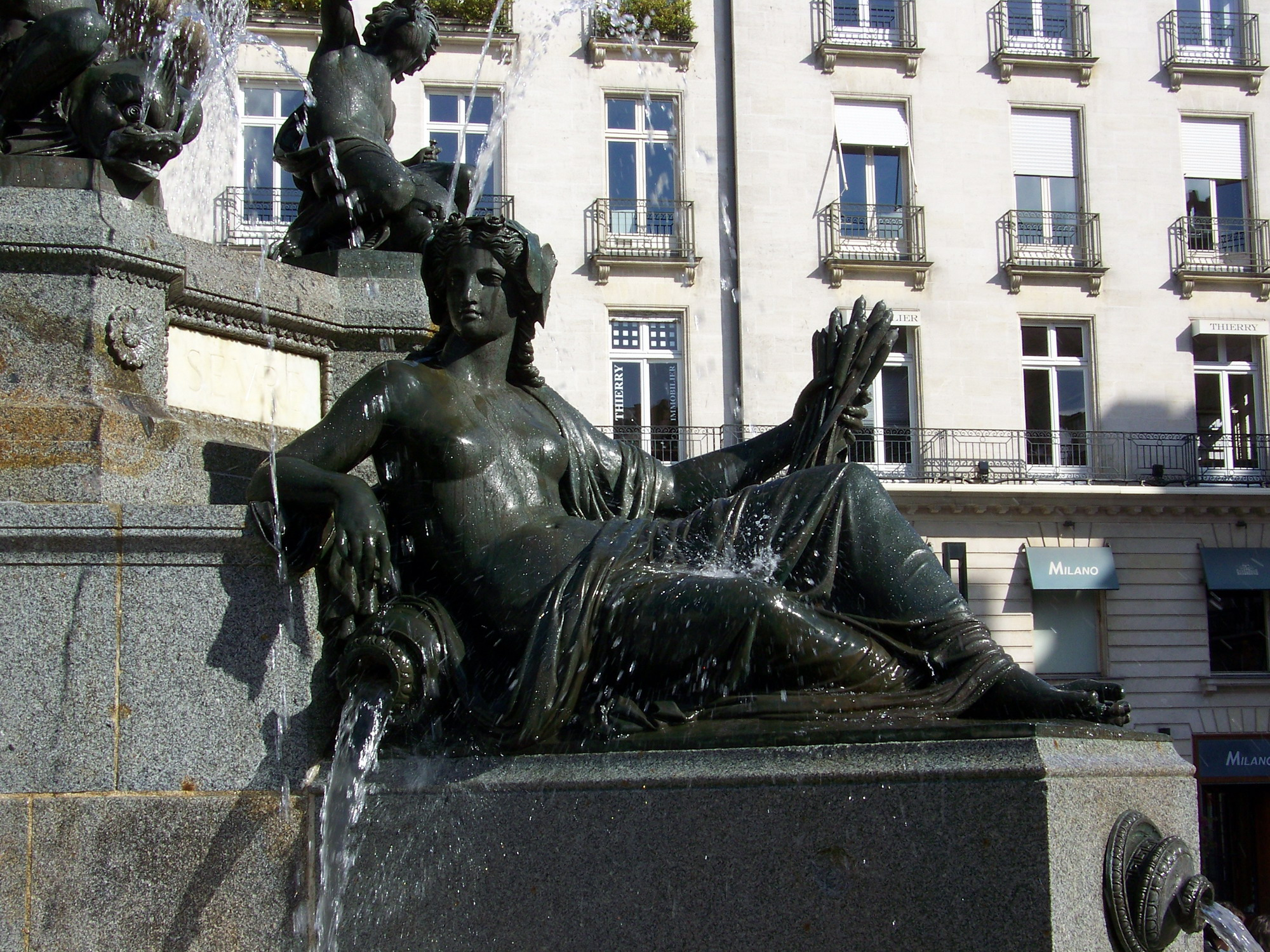
La Sèvre